# Gruvsjön, Uppland
Gruvsjön är en före detta sjö i Östhammars kommun i Uppland och ingår i Norrströms huvudavrinningsområde. Sjön har en area på 0,566 kvadratkilometer och ligger 24 meter över havet.

## Delavrinningsområde
Gruvsjön ingår i det delavrinningsområde (667830-161368) som SMHI kallar för Mynnar i Fyrisån. Medelhöjden är 26 meter över havet och ytan är 1,78 kvadratkilometer. Det finns inga avrinningsområden uppströms utan avrinningsområdet är högsta punkten. Vattendraget som avvattnar avrinningsområdet har biflödesordning 4, vilket innebär att vattnet flödar genom totalt 4 vattendrag innan det når havet efter 141 kilometer. Avrinningsområdet består mestadels av öppen mark (18 procent) och sankmarker (61 procent). Bebyggelsen i området täcker en yta av 0,36 kvadratkilometer eller 20 procent av avrinningsområdet.